# Психика
Психиката е свойството на високоорганизираната материя (нервната система на висшите животни и човека) да отразява обективната действителност по особен субективен начин, пречупвайки я през миналия опит на индивида и свързана с управление на поведението му. Психиката представлява съвкупност от вътрешни преживявания като отражение на обективната действителност в съзнанието. Тя е функция на нервно организираните системи да отразяват и да преработват отразените въздействия в специфични процеси, образи, свойства и състояния. Това отражение на психиката се осъществява чрез невронните връзки в кората на главния мозък. Там то се формира и протича като субективно отразяване на обективни неща, вътрешно преживени от личността. Затова психичното е и функция на мозъка, който е материалният носител на психиката. Психиката и поведението са обект на изследване предимно от Психологията и свързаните с нея науки.
Психиката е съвкупност и единство от когнитивни, емоционални, волеви процеси и умения, протичащи съзнателно или несъзнателно. Заедно с това психиката се изразява и чрез психичните свойства. Те представляват трайни черти (структури) на индивидуалната личност – характер, темперамент, дарби, талант, гениалност.
Днес психологията описва онтологията на психичното чрез неговите функции, като по тях се съди какво е психика. Тези функции са:
- Познавателна функция: Чрез психиката живите системи познават реалността;
- Регулативна функция: Управлява поведението и действията;
- Креативна функция: Създаване на нови неща, промяна на стари;
- Рефлексивна функция: Валидна само за човека – Психиката познава сама себе си.

Организмите нямат сетивно познание за психичното. За психиката може само да се мисли. У човека психиката достига степен на развитие, която се нарича съзнание.

## Етимология и история
Думата „психика“ идва от древногръцката дума ψυχή (Psyche), която на български език означава „дишам“, „дъх“ или „душа“. А думите „дишам“, „дъх“ и „душа“ на други езици са тясно преплетени с гръцката дума
anemos – вятър. Оттук е и произходът на латинските думи animus – дух и anima – душа. Всички те имат отношение към принципа за движение на въздуха – вятъра.
Макар че в гръцкия език е запазена една и съща дума ψυχή (Psyche) за душа и за психика, тези две думи днес не се припокриват еднакво по значение.
- Анимизмът предхожда първите форми на религия. Възникнал около 10 000 г. пр.н.е. Счита, че душа притежават както одушевените предмети и явления, така и неодушевените. Древните вярвали, че всичко около тях, дори камъните притежава душа или дух, аналогично устроени като човешките. По-късно тези души загубват материалната си стойност и се спиритуализират.[4] Човекът бил разделен на тяло и душа. Тогава той си представял, че душата направлява тялото му. Постепенно започнало почитането на духове – първо към живите вождове в племето, а после и към тяхната смърт. Изградила се представата, че вождът ще им помага и закриля от отвъдното. Ако вождът е пребивавал в някое голямо дърво или пещера, то след неговата смърт дървото или пещерата става тотем на племето (тотемизмът е първата форма на религия). Такъв произход имат и храмовете. По подобен начин душата на вожда се прехвърля върху най-доброто животно за племето – овен, кон, вълк, козел и др. и така животното става тотем на племето. Душите на обикновените хора пребивавали под земята.[5]
- През Античността душата е подложена на много дисекции и разсъждения от философите.[2] Тя се разглежда в религиозен смисъл като нетленна част от човек, която продължава да живее и след смъртта на тялото. С това значение за душата и до днес се занимават религиите и свещениците. Но душата се е разглеждала и като сила, определяща мисълта и поведението на индивида. Това разбиране е малко по-близо до Психологията и с него се занимават психолозите.
- XIII век пр.н.е. – Започват свещените писания на Стария завет.
- VIII век пр.н.е. – Омир е от първите, които поставят понятието psyche (душа) в обясненията за задгробен живот. Душата напускала покойника и отлитала към царството на мъртвите под земята. Душата била фантомен образ (призрак), подобен на отражението на човек в огледалото, но който не можел да бъде докоснат. В определени случаи този призрак се появявал и близките на умрелия винаги можели да си го представят.
- IV – III век пр.н.е. – Демокрит развива схващането за Атомизма. Според него душата е материална, съставена от разпръснати из целия организъм атоми. Демокрит приписвал душа на всички предмети, подобно при анимизма.[2]

Сократ пръв прави разграничение между тялото и душата. За него тя е безсмъртна и е олицетворение на божественото начало.
За Платон първоначални са идеите и душата, а след това вещите и материалният свят. Подобно на Сократ той разделя душата от тялото, казвайки, че тя има рационални, волеви и афективни пластове.
Аристотел твърди, че душата не е тяло, не е орган, но не може да съществува извън тялото. Тя притежавала вегетативни, сетивни и разумни функции. Душа имали растенията, животните и човека. Аристотел може да се разглежда като родоначалник на биопсихизмът в психологията, което значи една крачка напред към научната мисъл.
- V – XV век – През Средновековието наченките на научното мислене угасват. Тогава се следва религиозната Схоластика и усилията са насочени християнството да придобие превъзходство над аристотелския начин на мислене. Душата и волята се разглеждат като дадени от Бог, различни от разума. Тома Аквински обаче се опитва да обедини християнството с аристотелските схващания за душата, изтъквайки, че тя има саморефлексия. Но средновековната схоластика смята, че действията на душата са ръководени от Бог и не толкова от обкръжението и материалния свят. Следователно материалното и телесното трябва да бъдат несъществени за човек. Неудачите се разглеждат като наказание и изпитание за душата, задето човек не служи добре на Бог. Психичните заболявания се разглеждали като вселяване на зли сили и демони. Биопсихизмът на Аристотел отишъл на заден план.[2]
- XV – XVIII век (Ренесанс). Хърватският поет и хуманист Марко Марулич измисля за пръв път термина психология в произведението си „Психология на човешката душа“ („Psichiologia de ratione animae humanae“). После терминът психология се появява при Рудолф Гоклениус през 1590 г., но е популяризиран в Европа от Кристиан Волф през XVIII век.

Философската мисъл оформя няколко учения. Идеализмът приема, че душата е нематериална, безсмъртна и може да се преражда. Душевните явления се разделят на разум, воля и мотивация.
В този период се появяват също емпиризмът и механистичните материалистични възгледи за света, обясняващи всичко с физиката и химията. Според Джон Лок човек се ражда като tabula rasa – празна дъска, върху която времето може да запише различни неща.
Човекът започва да се разглежда като дуалистично същество. За Рене Декарт душата и тялото са противоположни. Смятал е, че органът на душата е хипофизата, въпреки че не е могъл да обясни тази връзка. Той избягва думата „душа“, поради нейната двусмисленост и употребява думата „съзнание“, когато е имал предвид предмета на психологията. Така той заменяйки „душа“ със „съзнание“, преписва на душевните явления свойството съзнаваемост и премахва митологичния характер на душата. Психиката започва да се отъждествява със съзнанието, а не с душата. Съзнаваемостта става критерий за наличието на психика. Така се ражда като школа интроспекционизмът – изследвания с приоритет върху съзнанието. Психичните процеси се разделяли в три категории – познавателни, емоционални и волеви. Те били абсолютно различни от мозъчните (физико-химични) процеси.
През 1863 г. Иван Сеченов написва „Рефлекси на главния мозък“ и доказва, че в основата на психическите явления лежат физиологическите процеси. Той обосновава рефлекторната природа на съзнателната и несъзнателната психична дейност. Почти по същото време Вилхелм Вунд не признава причинната връзка между психичното и физичното. Но не пренебрегва факта, че няма психика без мозък. Така през 1879 г. в Лайпциг създава първата психологична лаборатория в света. Това поставя психологията като наука и я разделя от философията.
- XIX – XX век – Зигмунд Фройд опровергава схващането, че психика е равно на съзнание, така както е смятал Декарт и интроспекционистите. Фройд създава метод за изследване и лечение на неврози, наречен психоанализа. Малко след това психоанализата прераства в отделна школа, като приоритет е несъзнаваното в изследванията. Фройд твърди, че психиката е не само съзнателна, но през по-голямата си част тя действа несъзнателно. Освен това той показва, че има връзка между психиката и тялото. Това е друг голям принос в Психологията, който по-късно намира научно признание от невронауките и когнитивната психология.

За Карл Густав Юнг психиката също не е тъждествена с душата. Той смята, че душата и духът (Анима и Анимус) са отделни архетипни части в психиката, намиращи се в Колективното несъзнавано.
Друго голямо влияние оказва школата на Бихевиоризма. Тя е повлияна от Иван Павлов, Джон Уотсън и Бъръс Фредерик Скинър. Бихевиоризмът отхвърля наличието на психика и разглежда човек механистично – като сложна система от условни и безусловни рефлекси. Бихевиоризмът дава приоритет на поведението в изследванията си. Това е още една крачка в научната дисциплина на психологията.
Хосе Мануел Родригес Делгадо е психиатър, известен с експериментите си върху животни. Той е успял да контролира агресията на разярен бик с инсталирано устройство в мозъка чрез дистанционно управление. С методите на електрическа и радиостимулация на мозъка той е лекувал психично болни. Делгадо също прави разлика между психика, съзнание и душа. Психиката се приема за термин, който е дал етимологичен корен на науките, занимаващи се с психична дейност, докато съзнанието предполага много по-конкретно съдържание в самата психика. Душата той разглежда като елемент на религиозни и митологични съждения – понятие, нямащо нищо общо с науката.

## Филогенеза на психиката
В еволюционен план началото на психиката съвпада с първите най-елементарни прояви на условнорефлекторна дейност. Тази дейност е резултат от развитието и усъвършенстването на нервната система. Живите организми и нещата от заобикалящия ги свят си взаимодействат помежду си. Това взаимодействие се нарича отражение. Една от формите на отражение е психичното отражение. Най-елементарното психично отражение е усещането. Развитието на психиката преминава през следните етапи: елементарна сензорна психика, перцептивна психика, животински интелект, човешки интелект. С появата на ганглий се развива и възниква висшата нервна дейност, а условнорефлекторната се усъвършенства. Сензорна психика притежават организмите с ганглийна нервна система. Свързана е със способността им да отразяват отделни свойства на предметите и явленията. Перцептивна психика притежават организмите с централна нервна система. Те могат да възприемат и отразяват цялостни образи на предметите и да реагират на тях. Млекопитаещите имат най-високо развитие на полукълбата на главния мозък в животинския свят. В началните етапи на еволюцията на централната нервна система се наблюдава безусловнорефлекторният компонент (вродени рефлекси) при инстинктивното поведение на животните. През по-късните етапи на еволюция поведението започва да се определя повече от условнорефлекторния компонент (условни рефлекси). Това означава, че поведението вече е свързано с участието на психика. Появява се първата сигнална система, единствена за животните. Този етап от развитието на психиката (животински интелект) се характеризира с появата на способност за решаване на елементарни задачи. През по-късните етапи на еволюция се появяват възприятието и конкретно – образното мислене. С изправения вървеж на човек нервната система се развива и усложнява допълнително, в това число и мозъкът. Появяват се нови бразди и гънки в мозъка. Този етап от развитието е човешкият интелект. Трудовата дейност и начинът на живот обуславят появата на езиково общуване между хората. То е тясно свързано с емоционалните сигнални звукови реакции у висшите животни. Наред с това се появява и втората сигнална система, присъща само на човека. Вече промените в околната среда могат да се сигнализират чрез думи, вместо само с нечленоразделни звуци. Появяват се говорните области в мозъка. Речта започва да става членоразделна с времето. Щом има реч, може да се говори за определено ниво на съзнание. По-късно се появява и абстрактно-логическото мислене, появява се писмеността. В лицето на съзнанието, психиката достига най+високата си точка на развитие. Съзнанието се определя като най-висша форма на психична дейност. Освен това съзнанието може да мисли за мисълта си. То притежава способността на саморефлексия.

## Описание и съдържание на психиката
Психиката е система от три категории психични явления – психични процеси, психични свойства (качества) и психични състояния. Всяка от категориите представлява и изразява своеобразна страна от психичния живот на индивида.

### Психични процеси
Психичните процеси се разделят на три подкатегории: познавателни (когнитивни), емоционални и волеви. Познавателните биват: усещане, възприятие, памет, мислене и въображение. Емоционалните се характеризират с протичането на афект, емоция или чувства. Волевите процеси са свързани с волята, мотивите, желанията и стремежите.
- Познавателни (когнитивни) психични процеси са: усещане, възприятие, памет, мислене и въображение. Те се наричат процеси, защото се характеризират с процесуалност, но също така с актуалност и динамика. Процесуалността се изразява в това, че всички тези процеси винаги се пораждат (възбуждат) от някакъв стимул (външен или вътрешен). След тяхното възбуждане тези явления протичат, угасват и изчезват от съзнанието, оставяйки някакви физиологични „следи“, които при определени условия могат да се активират вторично. Например, възприет обект може да се появи в съзнанието отново под формата на представа, спомен, фантазия или сън. Активността на тези процеси се изразява в това, че те са винаги действени, винаги в налична активност – субектът или мисли, или не мисли; той или усеща, или не усеща; Динамичността се изразява в подвижността и скоростта на протичане на самите процеси. Познавателните процеси се отличават от другите, че при тях психичното отражение се извършва под формата на субективен познавателен образ. Всеки един познавателен психичен процес има свой специфичен познавателен образ. Изключение тук прави когнитивният процес внимание – той няма свой познавателен образ, а се съчетава с останалите. Субективният познавателен образ е несъмнено проекция или продукт на условнорефлекторната дейност, но той не е самата рефлекторна дейност.[1]
- Емоционалните психични процеси отразяват отношението между субекта и обекта, между предмети и явления – дали дадено нещо ни харесва или не. Специфично свойство на емоциите и чувствата е тяхната поляризация (харесвам – не харесвам). Психичният образ тук е под формата на вътрешно субективно преживяване по отношение на субекта към обекта. Обектът може да се натовари с позитивни или негативни оценки от страна на субекта (личността).[1]
- При волевите психични процеси психичният образ е с голяма активност. Тези процеси разкриват и реализират действените възможности на личността за постигането на някаква цел. Обикновено това е социална цел, но може да бъде и чисто егоистична.[1]

### Психични свойства
Психичните свойства (качества) са трайни психични структури, които определят човешката дейност на личността. Те са взаимосвързани с психичните процеси и състояния, но се различават от тях. Те изразяват общата насоченост и продуктивните възможности на човешката личност, изразяват характера и темперамента, дарбите и таланта. Показват склонностите, интересите, идеалите, ценностите и самите тенденции за развитие на тях.

### Психични състояния
Психичните състояния са комбинация или сбор от психичните процеси и психичните свойства на личността. Понякога могат да се третират и като психични процеси, и като психични свойства. Например апатията може да се разглежда като форма на настроението при емоционалните познавателни процеси, но може да се третира и като проява на меланхоличния темперамент при психичните свойства (качества) на личността. Други психични състояния в тази група са еуфорията, фрустрацията, тревожността, депресивността, виновността и др.
| Психични процеси                                                                      | Психични свойства/качества                       | Психични състояния                                                      |
| ------------------------------------------------------------------------------------- | ------------------------------------------------ | ----------------------------------------------------------------------- |
| 1. Познавателни/Когнитивни Усещане, Възприятие, Памет, Мислене, Въображение, Внимание | Трайни психични структури/черти на личността     | Съвкупност и взаимодействие от психичните процеси и психичните свойства |
| 2. Емоционални Положителна или отрицателна нагласа/оценка към нещо                    | Примери:                                         | Примери:                                                                |
| 3. Волеви Мотиви, Желания, Стремежи                                                   | Характер, Темперамент, Дарби, Талант, Гениалност | Наслада, Еуфория, Тревожност, Виновност, Съмнителност, Депресивност     |

## Изследване на психиката
Психиката се изследва от Психологията. Психологията прилага различни методи на изследване, като най-популярните са наблюдението, допитването и експериментът.
- Наблюдението е насочено към вътрешния свят на другите хора. Това става по строг, дисциплиниран начин. Изследователят преднамерено следи за определени наблюдаеми прояви на психиката в поведението, като свежда до минимум своята намеса. Наблюдението като метод показва естествеността на психологическите явления. Недостатъкът му е, че може да се допуснат систематични грешки.[10]
- Допитването цели да събере словесни данни. Съществуват две основни форми на допитване: устно (интервю) и писмено (анкета). Темата на допитването се подбира според теоретичните или практическите цели и съображения. Недостатъкът на този метод е, че изследваните лица е възможно да са неискрени, което намалява валидността на получените данни.[10]
- Експериментът е най-престижният и надежден метод. При него изследователят може да има активна намеса в изследваните явления. Експерименталният ефект се подчинява на вероятностни процеси и завършва с вероятностен извод. Експерименталното въздействие се измерва чрез съпоставянето по показателите на експериментална и контролна група, а полученият ефект се проверява за статистическа значимост.[10]

## Заболявания на психиката
Психичното заболяване представлява абнормно състояние на психиката, засягащо и поведението. При него се преплитат биологични, психологични и социални причини. То може да се определи като такова здравословно състояние, което променя мисленето, емоциите или поведението на човек, понякога и съзнаваемостта (или всичко това), като причинява дистрес, затруднения във всекидневието (инвалидност) и вероятна опасност за него самия или околните.
В по-общ смисъл се смята, че психичното увреждане се дължи на функционален срив на невро-когнитивната система в мозъка и че психичните заболявания са резултат от проблеми с комуникацията между невроните в мозъка (невротрансмисия).
Когато се освобождават в прекомерни количества или в твърде малки, хормоните и медиаторите, които позволяват на индивида да се справи със стреса, всъщност увреждат мозъка.
Термините психично разстройство, психиатрично разстройство и психична болест означават едно и също нещо. Те се отнасят до група признати медицински състояния, при които централната фигура е психологическият дистрес и/или инвалидност.
От диагностична гледна точка се счита, че органичните разстройства са причинени от физическо заболяване, засягащо мозъка, докато функционалните разстройства се считат за нарушения във функционирането на ума при липса на органични увреждания. Първите отговарят на описанията за психозите, а вторите – на описанията за неврозите, въпреки че това разделяне може да бъде твърде условно при различните случаи. Понякога неврозата протича изключително тежко, а психозата – доста леко и е възможно да се получи объркване.
Диагностичен и статистически наръчник на психичните разстройства изключва като критерий за психично заболяване девиантното поведение при политически или религиозни обществени мероприятия, както и нормалната скръб при смъртта на близък човек, освен ако отклонението не е симптом на дисфункционалност в самия индивид. Началото и развитието на психичните заболявания зависят от вродената (биологична) уязвимост на индивида към определени състояния, от социалната му среда и от стреса в обкръжаващата среда. По този начин психичните разстройства се
разглеждат през призмата на биопсихосоциалния модел.
Когато се говори за психични заболявания трябва да се има предвид, че се нарушава нормалното функциониране на психиката. Нарушват се функциите (изцяло или частично) на трите категории психични явления – на психичните процеси, на психичните качества и на психичните състояния.
Това се отразява и на поведението на човек. Психичните разстройства се изследват и лекуват от психиатрията. Психиатрията класифицира психичните разстройства не толкова според тяхната етиология, колкото според тяхната проява (според симптомите и синдромите). Въпреки това настоящите класификатори имат добра надеждност. Симптомът представлява признак на дадено заболяване. Синдромът е сбор от няколко симптома, проявяващи се едновременно. Всички те оформят определени психологически и поведенчески модели извън нормата. Различните психични разстройства имат различни модели на синдроми и проявление. Наличието на само един симптом не означава наличие на психично заболяване. Това е така, защото психичното заболяване представлява специфично групиране на симптоми, които определят конкретен синдром, включват специфична времева рамка и степени на заболяването. Например плачът е нормална реакция и поведение при скръб, но да плачеш всеки ден непрекъснато повече от две седмици, се смята за анормално.
Теоретично психиатрията се дели на обща психопатология и специална психопатология. Общата психопатология изучава проявата на симптомите и синдромите при психичните заболявания. Тя описва клиничните синдроми, отразяващи един психичен аспект (мислене, памет, воля и др.). Специалната психопатология изучава отделните психични заболявания (хистерия, паническо разстройство, биполярно разстройство, шизофрения и др.), като те обхващат цялостната личност на пациента, а не просто отделни психични аспекти.
Психични процеси и аспекти с техните клинични симптоми и синдроми (обща психопатология):
Психичните когнитивни процеси като усещане, възприятие и въображение представляват възприятно-представната сфера в психиката. Техните нарушения се изявяват в псевдоусещания (сенестопатии), агнозии, илюзии, халюцинация и др.
Психичните емоционални процеси представляват оценъчното отношение в психиката, изразено в поляризацията „харесвам – не харесвам“. Техните нарушения се изразяват в прекомерното завишаване или понижаване на емоционалната оценка към обекта на емоцията (човек, представа, мисъл, идея).
Емоционалните разстройства се делят на количествени и качествени. Количествените биват хипертимия (прекалено приповдигната радост или гняв), дистимия (прекалено силна тъга или страх), еуфория (радост до оглупяване), дисфория (потиснатост, злоба, пасивна или открита агресивност),
страх, апатия (липса на емоция, безразличие) и др. Качествените биват паратимия (несъответствие между повода и реакцията на емоциите), емоционална амбивалентност (съществуването на две противоположни емоции спрямо един обект), екстаз (повешено настроение, разрастващо се в щастие), патологичен афект (внезапна негативна реакция, съпроводена от разрушителен порив). Разграничаването на емоционалните разстройства на количествени и качествени е твърде условно; доста често границите са размити и смесени.
Психичният мисловен процес представлява анализ и синтез на информация, посредством абстракцията и логиката. Неговото нарушение се изразява в протичането, в строежа на мислите и в съдържанието на мислите. Разстройствата в протичането биват ускорено мислене (от тема в тема, вихър от идеи), забавен мисловен процес, внезапно прекъсване, вискозно мислене, итерация. Разстройствата по строеж на мисленето биват разкъсаност (без логичност между изреченията), несъгласуваност (отделни думи се навързват една след друга без смисъл), резоньорство (безплодно псевдонаучно философстване лишено от познавателен смисъл), символно мислене, амбивалентно мислене и др. Разстройствата в съдържанието на мисленето биват налудните идеи. Това са грешки в съжденията, които не могат да се коригират по логичен път – мисли за преследване, за въздействие, параноидни мисли, мисли за величие, мисли за изневяра и свръхценностни идеи.
Психичните процеси като мислене, внимание и памет участват в изграждането на интелекта. Нарушенията в интелекта се изразяват като олигофрения, имбецилост, идиотия и деменция. Нарушенията на вниманието се изразяват в прекалено силното внимание (както е при хипохондрията, депресията) или прекалената му липса (както е при дефицит на вниманието).
Нарушенията на паметта биват количествени и качествени. Към количествените спадат хипермнезията (свръхразвита памет), хипомнезия (отслабена памет) и амнезия (частична или пълна загуба на спомени). Към качествените спадат аломнезията (изопачаване на спомените), псевдомнезията (сегашни преживявания се изместват в миналото като спомен) и конфабулациите (попълване на „празнините“ в спомените с измислици).
Психичният и поведенчески процес воля реализират действените възможности на личността за постигането на някаква цел. Нарушенията на волята биват по сила, по строеж и по съдържание на волята. Нарушенията по сила биват хипербулията (силна волева активност), хипобулията (слаба волева активност), абулията (загуба на волева активност). Разстройствата в строежа на волята биват кататония (възбуда или ступор) и импулсивни действия. Разстройствата в съдържанието на волята биват с психотичен или невротичен характер.
Речта, съзнаваемостта и съзнанието представляват най-висшата форма на психично отражение. Разстройствата на съзнанието също биват количествени и качествени. Към количествените спадат обнубилация (лека помраченост на съзнанието), сомнолентността (унесена помръченост), сопор (силна помраченост на съзнанието) и кома (дълбока помраченост на съзнанието). Към качествените спадат делирът, аменцията, трансът, сомнамбулизмът, патологично опиване (от алкохол) и др.
С описанието и лечението на отделните психични заболявания се занимава т.нар. Специална психопатология в психиатрията. Тя отделя две главни групи протичащи заболявания – неврози и психози. Приема се, че при неврозите увреждането е функционално (без органична причина в мозъка) и обратимо при лечение, докато при психозите то може да е органично и не винаги да е обратимо. Разликата между неврози и психози е в изразеността на симптомите и в степента на осъзнатост на пациента спрямо заболяването си. Невротиците имат критично отношение спрямо психичното си разстройство, докато психотиците – нямат.
Известни психични заболявания (Специална психопатология):
Психичните качества (свойства) са трайнни психични структури и акцентуации на личността, оформящи характера още от детството. Нарушенията при тях се изразяват в т.нар. Психопатии, определяни днес като разстройства на личността, а понякога просто като Антисоциално личностно разстройство. Психопатиите са преди всичко разстройства на характера и волята. Те са функционални нарушения, причиняващи неуравновесеност и дисфункционалност в психичните качества (свойства) на личността. Интелектът не се засяга и сред психопатите се срещат доста интелектуално надарени хора. Психопатиите възникват в детството при вродена или придобита непълноценност на висшата нервна дейност и се оформят под влияние на външните фактори (среда, възпитание, стресови ситуации) върху психиката. Доста често основен момент играе органичното увреждане на главния мозък, вследстие на прекарано соматично заболяване или черепномозъчна травма. Степента на проявеност в поведението може да бъде от съвсем лека до съвсем тежка форма.
Психопатът е човек с патологична деформация на характера, която носи страдание не само на него, но и на заобикалящите го хора (обществото).
Той носи наказателна отговорност, понеже психопатията не засяга интелекта и съзнаваемостта в постъпките си и по тази причина не може да се определи точно като тежко психично разстройство. Патологията съществува като деформирани изострени черти от характера, които карат психопата да не се съобразява с моралните устои на обществото. Психопатията също така не е невроза, понеже при първата има органично увреждане на мозъка, а при втората – няма. Именно упоритото продължително присъствие във времето, а не толкова конкретното поведение, различава личностните разстройства от другите клинични състояния.
Психопатната личност е със „своя история“ и тип на реагиране, който се проявява навсякъде – в училище, семейство, колектив, общество.
Видовете психопатии биват шизоидни (емоционално хладни, изолирани), параноидни (мнителни, недоверчиви, злопаметни), експлозивни (избухливи, агресивни, перверзни), хистерични (егоцентрични, театрални, лъжливи), антисоциални (непрекъснато антисоциално поведение, а не единични антисоциални действия; липса на срам, вина и съчувствие) и др. Тези „чисти“ форми на психопатия могат да се комбинират в различни съчетания. Лечението е доста упорито и трудно. Прилагат се медикаменти или психотерапия. Психотерапията цели да превъзпита личността, като изгради нов динамичен стереотип, който лежи в основата на характера.
Психичните състояния са смесица и комбинация между психичните процеси и психичните качества на личността. Тези състояния изразяват най-общо настроенията и са важни за адаптацията и вътрешния мир. Нарушенията при тях са под формата на неврози, определяни още като функционални разстройства на висшата нервна дейност. „Функционални“ означава здрави органи, но не функциониращи правилно.
Същественото при тях е, че човек не губи връзка с реалността, липсва психотична продукция (отсъстват халюцинациите и др.), липсва неприемливо поведение и осъзнава състоянието си. В тези моменти човек се чувства непълноценен, тъжен, виновен, тревожен, страхува се, изпитва притеснения и не знае как точно да се възстанови. Критичното отношение към разстройството се запазва и не се губи способността за ръководене на поведението, за разлика от психозите и психопатиите. Важна е генетичната предразположеност на нервната система, както и дадено психотравмено събитие, което може да изиграе ролята на пусков механизъм.
Най-често невротичните проблеми се изразяват във фобийни разстройства (агорафобия, клаустрофобия и др.), в тревожни състояния (паника, натрапливости и др.), хистерични разстройства и психосоматични нарушения. Природата на неврозата е различна от тази на психозата, тъй като болният осъзнава състоянието си, а психотикът си построява въображаема делирна реалност, която приема за действителност. Невротикът е юридически вменяем и носи наказателна отговорност за постъпките си. При лечението на невротични състояния понякога се предписват медикаменти от психиатър. Но доста добри резултати дават Когнитивно-поведенческата терапия и психоанализата.
Друго разстройство на психичните състояния, но деформиращи личността представлява психозата. Тя е тежка психична болест, при която се загубва контакт с действителността и водеща до социална дезадаптация на човек. Той не знае за своето разстройство, може да има халюцинации, налудности и често води изолиран начин на живот. При психозите участват както генетични и биологични фактори (мозъчни нарушения), така и чисто социално-психологически. Отчита се генетичната предразположеност, както и дадено психотравмено събитие, което може да изиграе ролята на пусков механизъм. Освен това психозите могат да бъдат причинени от висока температура, от някои инфекциозни заболявания и от интоксикации (психотропни лекарства, продължителен прием на алкохол, марихуана и други наркотични вещества). Психозите биват шизофрения, биполярно разстройство, параноя и др. Психотично болният е юридически невменяем и не носи наказателна отговорност за постъпките си. Навременното лечение доста често дава добри терапевтични резултати, въпреки че понякога то остава поддържащо. Лечението се извършва от специалист предимно чрез медикаменти, а понякога е смесено – медикаменти с психотерапия.
Понеже болният не осъзнава състоянието си негови близки го водят за лечение или това се осъществява чрез принудително хоспитализиране.
Възрастовият период, в който някой заболява от психично разстройство също е важен. Болестта не изчезва от само себе си. Ако се изчаква, симптомите се влошават. Остропротичащите психични заболявания пречат на болния да открие болестното си състояние. Нелекуването на психичните заболявания при деца и юноши влошава комуникативните умения и способността за учене. По-вероятно е те да напуснат училище и да останат нефункционални членове на обществото, достигайки зряла възраст.